# Zaischnopsis coenotea
Zaischnopsis coenotea är en stekelart som beskrevs av Gibson 2005. Zaischnopsis coenotea ingår i släktet Zaischnopsis och familjen hoppglanssteklar. Inga underarter finns listade i Catalogue of Life.